# 斯特凡·奥尔绍夫斯基
斯特凡·奥尔绍夫斯基（波蘭語：Stefan Olszowski，1931年8月28日—），波兰政治人物。前外交部长，波兰统一工人党中央政治局委员（1970年－1985年）。

## 生平
1931年8月28日生于托伦。毕业于罗兹大学。1952年加入波兰统一工人党。1956年至1960年，任波兰学生联合会主席。1960年3月至1963年，任波茲南省委书记。1964年6月当选波兰统一工人党中央委员会委员。1968年11月至1971年12月，任中央书记处书记。1971年12月至1976年12月，任外交部长。1976年12月至1980年2月，任中央书记处书记。1980年2月至1980年8月，任波兰驻东德大使。1980年8月至1982年7月，再次担任中央书记处书记。1982年7月再次任外交部长。1985年11月12日主动辞职，表示今后“愿意致力于理论学术工作”。1986年前往美国纽约定居。2007年和妻子索菲亚、儿子尼古拉斯一起搬到了纽约州的長島居住。

## 立场
1968年3月，他是波兰反犹运动的主要协调人之一。1972年9月，与德意志联邦共和国建交。1973年11月，以波兰大使身份访问罗马，这是自第二次世界大战以来波兰政府部长对梵蒂冈的首次正式访问。但是，在1983年6月16日至23日教宗访问波兰期间，他和总理米奇斯瓦夫·拉科夫斯基却抨击了教宗的一些观点。
奥尔绍夫斯基作为强硬派的议员打击團結工聯的抗议活动，这在初期作用明显。他认为团结工会部分领导人所制定的路线不是为了改革社会主义制度，而是完全改变这一制度，使波兰同西方联系在一起。因此，这是一条反革命路线。